# Tripla X-szindróma
A Tripla X-szindróma vagy XXX-szindróma vagy "X triszómia" a génkészlet hibája miatt keletkező genetikai betegség. Az aneuploidiás mutációk csoportjába tartozik. A nők körülbelül 0,1%-ánál fordul elő és 47 kromoszómát eredményez. Kialakulásának oka, hogy az anya ivarsejtjének redukciós osztódásakor a két X-kromoszóma együtt maradt.
A Tripla X-szindróma vagy XXX-szindróma a génkészlet hibája miatt keletkező genetikai betegség(meiotikus nondiszjunkció).
Lehet apai és anyai eredetű. Az anyai eredetű változata életkor specifikus (az életkor előrehaladtával a valószínűsége nő). Az X-kromoszómák növekedésével nem fokozódik a nőies jelleg, hanem éppen ellenkezőleg, csökken. Az esetek többségében a Tripla X-szindróma nem öröklődik.
A Tripla X szindrómában szenvedő nők többsége az átlagosnál magasabb, jellegzetes fizikai eltérést azonban nem fedezhetünk fel. A női nemi szervek lehetnek szabályosak vagy gyengén fejlettek. Jellemző a cikluszavar, vagy a korai menopauza. A betegek 75%-a fogamzóképes (fertilis). A Tripla X-szindrómában szenvedőknél gyakoribbak a tanulási nehézségek, elsősorban a beszéd és az írott szövegértés terén. A motorikus készségek (például ülés, járás) késleltetett fejlődése, a gyengébb izomtónus, viselkedési problémák és érzelmi labilitás szintén lehetnek a tünetegyüttes velejárói. Az érintett nők mintegy 10%-nál figyelhető meg vese-rendellenesség. Ugyanakkor mindezen tünetek igen széles skálán mozognak és nagy egyedi eltérések lehetségesek.